# TDF 1 et 2
Les satellites de télécommunication TDF 1 et TDF 2 sont le fruit d'un accord franco-allemand. Cet accord prévoit, au début des années 1980, la fabrication et le lancement de satellites de télédiffusion directe de forte puissance. Les spécifications sont similaires à celles des satellites allemands TV-Sat 1 et 2.
Les satellites sont produits par le consortium Eurosatellite GmbH au Centre spatial de Cannes - Mandelieu, basés sur une plate-forme Spacebus 300. Le choix de satellites de forte puissance autorise la réception avec une antennes satellite de petite dimension, censées être plus esthétiques, notamment en zone urbaine. 
Le fonctionnement de ces satellites subit de nombreuses avaries et pannes graves. Différents dysfonctionnements entraînent l'arrêt total de plusieurs tubes émetteurs de puissance jusqu'à ce que l'opérateur Télédiffusion de France (TDF), les revende à Eutelsat. Entretemps, les gouvernements européens abandonnent la norme D2 Mac ainsi que le projet Europesat censé prendre la suite du projet franco-allemand, au profit des technologies numériques et de la norme Digital Video Broadcasting.
Face aux défaillances irréparables de ces satellites, les opérateurs français sont contraints à choisir les satellites français Télécom 2 ou le luxembourgeois Astra (SES).

## Historique
En avril 1989, le CSA valide plusieurs projets de canaux devant être diffusés par le satellite TDF 1,:
- La rediffusion de 2 chaînes de télévision déjà existantes (Canal+, La Sept) ;
- La diffusion de 4 chaînes de télévision à créer (Sport 2-3, Canal Enfants et Euromusique, sur un canal partagé, et Canal+ Deutschland diffusée en allemand hors de France) ;
- La diffusion de deux programmes de radio diffusés 24 heures sur 24 et opérés par Radio France (un canal de musique appelé Hector et un canal généraliste appelé Victor).
- La diffusion de Radio France internationale.

Malheureusement le projet du CSA sera empêché par de multiples pannes sur TDF 1 en 1989 et 1990 et l'exploitation est limitée à trois canaux. Le projet de bouquet approuvé par le CSA en avril 1989 est substantiellement modifié,,: 
- En septembre 1989, le CSA décide de diffuser Antenne 2 sur TDF 1 (alors que le CSA s'y était opposé en avril 1989) en remplacement de Canal+ Deutschland ;
- Le projet de chaîne sportive Sport 2-3 associant Antenne 2, FR3 et des partenaires privés ne voit jamais le jour ;
- Canal J renonce également à opérer le Canal Enfants sur TDF 1 et cède son canal partagé à Euromusique.

## Détails techniques

### TDF 1
- 28 octobre 1988 : lancement, par une fusée Ariane 2[6]
- positionné à 19° ouest
- 6 répéteurs, 4 utiles et 2 de secours
- octobre 1996 : fin de vie

### TDF 2
- 25 juillet 1990 : lancement, accompagné de DFS-Kopernikus 2 (en), par une fusée Ariane 44L H10[7],[8]
- positionné à 19° ouest, jusqu'en juillet 1997
- 6 répéteurs, 4 utiles et 2 de secours
- août 1997 : il rejoint la flotte Eutelsat, et est positionné à 36°est
- mai 1999 : fin de vie